# Rodzina Potwornickich
Rodzina Potwornickich (ang. The Munsters Today, znany również jako The New Munsters, 1988-1991) – amerykański serial komediowy wyprodukowany przez The Arthur Company. Jest to sequel serialu The Munsters z lat 60. XX wieku.
Premiera serialu miała miejsce 8 października 1988 roku. Po raz ostatni serial wyemitowano 25 maja 1991 roku. W Polsce serial nadawany był na nieistniejącym kanale RTL7.

## Opis fabuły
Serial opowiada o dalszych losach rodziny Potwornickich: Hermana, jego żony Lily, dziadka Vladimira Draculi oraz dwójki dzieci Edwarda i Marilyn, którzy przeżywają zupełnie nowe przygody.

## Obsada

### Główni
- John Schuck jako Herman Potwornicki
- Lee Meriwether jako Lily Potwornicka
- Jason Marsden jako Edward "Eddie" Wolfgang Potwornicki
- Hilary Van Dyke jako Marilyn Potwornicka
- Howard Morton jako "Dziadek"' Vladimir Dracula

### Drugoplanowi
- Richard Steven Horvitz jako Howie Buchanan
- Greg Mullavey jako Roger Nelson
- Scott Reeves jako Dustin Nelson